# Helena Baturina
Helena Nicoláievna Baturina, em russo: Еле́на Никола́евна Бату́рина (Moscou, 8 de março de 1963) é uma empresária e investidora russa, esposa do ex-prefeito de Moscou Iuri Luzhkov. Em 2010, foi eleita pela Forbes como a terceira mulher mais rica do planeta, com uma fortuna de US$ 2,9 bilhões.  Com a demissão de Luzhkov da prefeitura da capital pelo então presidente Dmitri Medvedev, a fortuna de Baturina reduziu-se a US$ 1,1 bilhão.